# ALEPH
ALEPH («алеф», также известный как DOT или 2,5-диметокси-4-метилтиоамфетамин) представляет собой психоделик, галлюциногенный препарат и замещенный амфетамин из класса соединений фенилэтиламинов, который может использоваться в качестве энтеогена. Впервые был синтезирован Александром Шульгиным и описан им в книге PiHKAL, где указан диапазон дозировок от 5 до 10 мг и длительность действия от 6 до 8 часов.
DOT обладает слабой ингибирующей активностью МАО-А с концентрацией максимального полуингибирования 5,2 ммоль (меньшее значение указывает на более сильное действие, для примера у амфетамина IC 50 составляет 11 ммоль, а у и 4-метилтиоамфетамина имеет 0,2 ммоль).

## Гомологи

### Алеф-2
Дозировка : 7-12 мг
Продолжительность : 8-16 часов.

Алеф-2

Эффекты : сильные визуальные эффекты.
2C аналог : 2C-T-2
Номер CAS: 185562-00-9
SMILES: C1(=C(C=C(C(=C1)SCC)OC)CC(C)N)OC

### Алеф-4
Дозировка : 7-12 мг
Продолжительность : 12-20 часов.

Алеф-4

Эффекты : " глубокое и глубокое обучение " — Александр Шульгин.
2C аналог : 2C-T-4
Номер CAS: 123643-26-5
SMILES: C1(=C(C=C(C(=C1)SC(C)C)OC)CC(C)N)OC

### Алеф-6
Дозировка : 40 мг или более

Алеф-6

Продолжительность : очень долгая, не указана
Эффекты : усиливает действие других психоактивных препаратов, аналогично 2C-D.
2C аналог : 2C-T-6 (никогда не синтезировался)
SMILES: C1(=C(C=C(C(=C1)SC2=CC=CC=C2)OC)CC(C)N)OC

### Алеф-7

Алеф-7

Дозировка : 4-7 мг
Продолжительность : 15-30 часов.
2C аналог : 2C-T-7
Номер CAS: 207740-16-7
SMILES: C1(=C(C=C(C(=C1)SCCC)OC)CC(C)N)OC